# Harduf
Harduf (hebr. הרדוף; ang. Harduf; pol. Oleander) – kibuc położony w Samorządzie Regionu Emek Jizre’el, w Dystrykcie Północnym, w Izraelu. Członek Ruchu Kibuców (Ha-Tenu’a ha-Kibbucit).

## Położenie
Kibuc jest położony na wysokości od 180 do 214 metrów n.p.m. wśród wzgórz na północny zachód od Doliny Jezreel w Dolnej Galilei, na północy Izraela. Na południe i zachód od osady przebiega wadi strumienia Cippori. Stosunkowo płaski dojazd do kibucu jest od strony północno-wschodniej. W jego otoczeniu znajdują się miejscowości Bir al-Maksur, Ka’abije-Tabbasz-Hajajre i Basmat Tab’un, wioski komunalne Adi i Nofit, oraz beduińska wieś Sawaid Chamrija.
Harduf jest położony w Samorządzie Regionu Emek Jizre’el, w Poddystrykcie Jezreel, w Dystrykcie Północnym Izraela.

## Historia
Grupa założycielska zawiązała się w 1980 roku i przez dwa lata przebywała we wsi Lawon, przechodząc szkolenie rolnicze i zdobywając doświadczenie. Byli to zwolennicy filozofii Rudolfa Steinera. Planowali oni utworzenie nowej osady, która funkcjonowałaby według unikalnych zasad kulturalnych, społecznych i edukacyjnych antropozofii. W 1982 roku założyli kibuc Harduf. W 2004 roku kibuc przeszedł przez proces prywatyzacji, zachowując kolektywną organizację instytucji kultury, edukacji i ochrony zdrowia.

## Demografia
Większość mieszkańców kibucu jest Żydami, jednak nie wszyscy identyfikują się z judaizmem. Tutejsza populacja jest religijna, z naciskiem na alternatywne kierunki filozoficzne:

## Gospodarka i infrastruktura
Gospodarka kibucu opiera się na działalności edukacyjno terapeutycznej. Dodatkowo funkcjonuje tu piekarnia, mleczarnia, restauracja wegetariańska, niewielka plantacja ekologicznych warzyw oraz sad awokado. W kibucu jest przychodnia zdrowia, sklep wielobranżowy oraz warsztat mechaniczny.

## Transport
Z kibucu wyjeżdża się na północny wschód na lokalną drogę, którą jadąc na zachód dojeżdża się do arabskiej wioski Sawaid Chamrija, lub jadąc na północny wschód dojeżdża się do wioski komunalnej Adi i dalej do drogi ekspresowej nr 79. Mniejsza lokalna droga prowadzi na wschód do arabskiej miejscowości Ka’abije-Tabbasz-Hajajre.

## Edukacja i sport
W kibucu znajduje się przedszkole, oraz szkoła podstawowa i średnia, które funkcjonują na zasadach pedagogiki waldorfskiej. Szczególnym projektem jest Teatr Słowa, który współpracuje z podobnymi ośrodkami w Wielkiej Brytanii i Szwajcarii. W kibucu jest ośrodek kultury, sala sportowa oraz boisko. Mieszkańcy kibucu opracowali także szeroką gamę usług w zakresie rehabilitacji, medycyny, sztuki i edukacji żywności ekologicznej. Działalność tę realizuje się w kilku ośrodkach. Dom Elizeusza zajmuje się rehabilitacją osób dorosłych. Dom Tuvia (z internatem) opiekuje się dziećmi i młodzieżą usuniętą ze swoich domów, którzy potrzebują rodzin zastępczych. Dom Hiram pomaga młodym ludziom z zaburzeniami emocjonalnymi. Są tu także realizowane wspólne projekty edukacyjne żydowsko-arabskie, które pod nazwą Brama do ludzkości organizują warsztaty wspierające kontekst międzykulturowy oraz edukują w zakresie ekologii.